# مامان بد
مامان بد (کره‌ای: 나쁜엄마) یک مجموعه تلویزیونی کره جنوبی سال ۲۰۲۳ با بازی را می ران، لی دو هیون و آن اون جین است. این مجموعه از ۲۶ آوریل تا ۸ ژوئن ۲۰۲۳، روزهای چهارشنبه و پنجشنبه ساعت ۲۲:۳۰ (کی‌اس‌تی) از جی‌تی‌بی‌سی برای ۱۴ قسمت پخش شد. مامان بد همچنین برای استریم در نتفلیکس در مناطق منتخب قابل دسترسی است.

## بازیگران

### اصلی
- را می ران در نقش جین یونگ سون[۸]
- لی دو هیون در نقش چوی کانگ هو[۸]
  - لی کیونگ هون در نقش کودکی چوی کانگ هو[۹]
  - به جه هیون در نقش نوجوانی چوی کانگ هو
- آن اون جین در نقش لی می جو[۸]
- یو این-سو در نقش بانگ سام شیک[۱۰]